# Длинные штаны
Длинные штаны (англ. Long Pants) — американская кинокомедия режиссёра Фрэнка Капры 1927 года.

## Сюжет
Слишком недоверчивые и осторожные родители хотят защитить своего сына Гарри от дурных влияний, поэтому этот «взрослый мальчик», носит короткие штаны. Но все их старания идут прахом, когда Гарри, наконец надел свою первую пару длинных брюк, и встречает преступницу — красавицу Биби.

## В ролях
- Харри Лэнгдон — Гарри Шелби
- Глэдис Брокуэлл — его мама
- Алан Роско — его отец
- Присцилла Боннер — Его невеста (Присцилла)
- Алма Беннетт — красавица Биби